# Hołobutów
Hołobutów (ukr. Голобутів) – wieś na Ukrainie, w rejonie stryjskim obwodu lwowskiego. Wieś liczy 800 mieszkańców.
Do 1929 majątek w Hołobutowie posiadał Artur Goldhammer. Za II Rzeczypospolitej do 1934 samodzielna gmina jednostkowa. Następnie należała do zbiorowej wiejskiej gminy Grabowiec Stryjski w powiecie stryjskim w woj. stanisławowskiem. 
W listopadzie 1944 nacjonaliści ukraińscy z OUN-UPA zamordowali 22 Polaków.
Po wojnie wieś weszła w struktury administracyjne Związku Radzieckiego.